# Cyr-Nestor Yapaupa
Cyr-Nestor Yapaupa (Bangassou, 26 de fevereiro de 1970) - sacerdote católico da África Central, bispo de Alindao desde 2014.
Foi ordenado sacerdote em 18 de março de 2001 e foi inicialmente incardinado na diocese de Bangassou, e desde 2004 foi presbítero da diocese de Alindao. Ele trabalhou principalmente como capelão paroquial e como capelão para vários grupos diocesanos. Ele também participou das comissões curiais para a liturgia e para o ensino católico. Em 2006 foi nomeado vigário geral da diocese de Alindao.
Em 14 de maio de 2012, o Papa Bento XVI o nomeou bispo coadjutor da diocese de Alindao. Foi ordenado bispo em 22 de julho de 2012 pelo Prefeito da Congregação para a Evangelização das Nações - Card. Fernando Filoni. Ele assumiu o reinado da diocese em 19 de março de 2014 depois que seu antecessor se aposentou.